# Mira Sorvino
Mira Katherine Sorvino Embaixador(a) da boa vontade da UNODC (Manhattan, 28 de setembro de 1967) é uma atriz norte-americana. Em 1996, ganhou o Óscar de melhor atriz coadjuvante e o Globo de Ouro de melhor atriz coadjuvante em cinema pelo filme de Woody Allen, Mighty Afrodite (1995).

## Início de vida
Sorvino nasceu em 28 de setembro de 1967, em Manhattan, Nova Iorque, filha de Lorraine Ruth Davis, dramaturga para pacientes com doença de Alzheimer e ex-atriz, e Paul Sorvino, ator e diretor de cinema. Ela tem dois irmãos, Michael Sorvino e Amanda. Ela é descendente de italianos por parte de pai.
Ela foi criada em Tenafly, Nova Jérsei, onde escreveu e atuou em peças de quintal com sua amiga de infância Hope Davis, e em produções teatrais na Dwight-Englewood School. Quando criança, ela foi fortemente influenciada a buscar causas sociais por sua mãe, que participou da Marcha sobre Washington. Sorvino se destacou no ensino médio e foi aceito na Universidade de Harvard. Ela estudou por um ano como estudante de intercâmbio no CIEE em Nanjing, China, onde estudou mandarim. Em 1989, ela se formou em Harvard magna cum laude em estudos do Leste Asiático. Ela também ajudou a fundar o Harvard-Radcliffe Veritones, um dos grupos mistos a cappella de Harvard, em 1985.

## Carreira

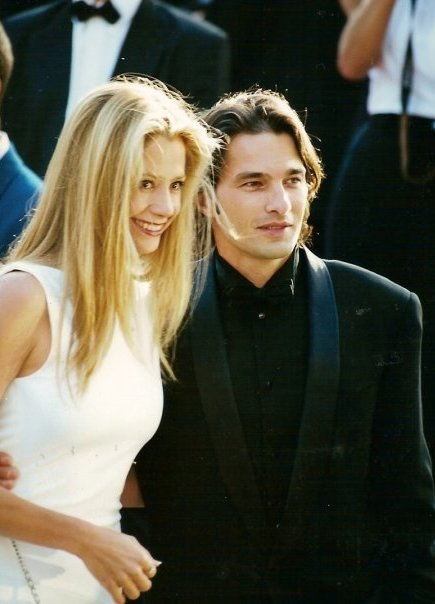
Mira Sorvino e Olivier Martinez no Festival de Cinema de Cannes de 2000.

A primeira aparição importante de Sorvino nas telas foi na série de televisão adolescente, Swans Crossing, onde ela apareceu em seis episódios. Quando o filme Entre Amigos, de 1993, entrou em pré-produção, ela foi contratada como terceira assistente de direção, depois promovida a diretora de elenco, depois a assistente de produção e, finalmente, recebeu um papel principal. As críticas positivas que ela recebeu levaram a mais oportunidades de atuação.
Depois de papéis coadjuvantes em Quiz Show de Robert Redford e Barcelona de Whit Stillman, ela foi escalada para Mighty Aphrodite de Woody Allen (1995). Sua interpretação de uma prostituta despreocupada fez dela uma estrela, ganhando um Óscar e um Globo de Ouro de Melhor Atriz Coadjuvante. Embora o filme tenha lhe trazido reconhecimento internacional, ela descreveu a filmagem como extremamente estressante: “Fiquei absolutamente neurótica fazendo Poderosa Afrodite”, lembrou ela. "Toda noite trazia um novo colapso nervoso. Eu chorava e falava com Deus, estava muito nervoso. Aí no dia seguinte eu aparecia e fazia minhas cenas".
Seus outros créditos incluem Romy and Michele's High School Reunion com Lisa Kudrow, At First Sight com Val Kilmer e Summer of Sam de Spike Lee. Ela interpretou Marilyn Monroe no filme da HBO de 1996, Norma Jean & Marilyn, pelo qual foi indicada ao Globo de Ouro; e teve o papel principal no filme de terror de Guillermo del Toro, Mimic. Em 1995, ela interpretou Conchita Closson na minissérie da BBC, The Buccaneers, baseada no último romance de Edith Wharton. Ela estrelou como Daisy Buchanan no filme para televisão de 2000, The Great Gatsby.
Em 2002, Sorvino apareceu como protagonista em The Triumph of Love, uma adaptação da peça de Marivaux de 1732. Naquele ano, ela também estrelou WiseGirls ao lado de Mariah Carey e Melora Walters. Em 2006, ela recebeu uma indicação ao Globo de Ouro por seu papel como agente de Imigração e Alfândega no filme Lifetime Human Trafficking.
Em fevereiro de 2008, ela estrelou como a psiquiatra Cate Milton no episódio "Frozen" do drama médico da televisão, House. Os planos de tornar seu personagem recorrente foram interrompidos pela greve dos roteiristas.
Ela estrelou Attack on Leningrad (2009), Multiple Sarcasms (2010) com Timothy Hutton e Stockard Channing, e Union Square de Nancy Savoca (2012), com Patti LuPone e Tammy Blanchard. O filme estreou no Festival Internacional de Cinema de Toronto e recebeu boas críticas. No mesmo ano, Sorvino interpretou a mãe do protagonista na adaptação cinematográfica do popular livro infantil de Wendy Mass, Jeremy Fink and the Meaning of Life.
Em 2014, ela reapareceu como detetive-chefe Betsy Brannigan na última temporada de Psych, e na quarta temporada de Falling Skies como o interesse amoroso de John Pope, Sara. Sorvino também se juntou ao elenco da série de televisão, Intruders, no papel de Amy Whelan. Em 2016, ela apareceu na série Lady Dynamite da Netflix como atriz trabalhando em um piloto de sitcom chamado White Trash. Em 2018, Sorvino desempenhou o papel de Amy no thriller psicológico Look Away, ao lado de Jason Isaacs e India Eisley.
Em 2019, Sorvino foi escalado para a minissérie da Netflix, Hollywood, como um ator cuja carreira estagnou após um relacionamento com um chefe de estúdio.
Em 2023, ela desempenhou um papel coadjuvante em Sound of Freedom, um filme sobre o tráfico de pessoas na América do Sul.

## Vida pessoal
Entre 1996 e 1998, Mira Sorvino esteve romanticamente envolvida com o diretor Quentin Tarantino, que a acompanhou na cerimônia do Óscar, onde ganhou o prêmio de Melhor Atriz Coadjuvante por Mighty Aphrodite.
Sorvino conheceu o ator Christopher Backus em uma festa de charadas de um amigo em agosto de 2003. Em 11 de junho de 2004, eles se casaram em uma cerimônia civil privada no tribunal de Santa Bárbara, Califórnia, e mais tarde tiveram uma cerimônia no topo de uma colina em Capri, Itália. Eles têm quatro filhos: duas filhas e dois filhos. Eles também estrelaram juntos filmes como Indiscretion e Mothers and Daughters.
Em homenagem ao papel de Sorvino como Susan Tyler, uma entomologista que investigou mutações mortais de insetos no filme Mimic, um composto que é excretado como mecanismo de defesa pelo besouro mergulhador solar foi nomeado mirasorvona pelo entomologista Thomas Eisner que o descobriu.
Em setembro de 2014, Sorvino deu uma ampla entrevista no The Nerdist Podcast, onde discutiu sua educação, sua vida na China e seus interesses variados. Ela é cristã e mora com sua família em Los Angeles, Califórnia.
Em 2017, Sorvino revelou publicamente o assédio sexual que sofreu por parte do produtor Harvey Weinstein e acredita que sua carreira foi prejudicada depois que ela rejeitou os avanços de Weinstein. De acordo com Peter Jackson, Weinstein impediu Sorvino e Ashley Judd, outra de suas supostas vítimas, de serem considerados para papéis nos filmes O Senhor dos Anéis. Em 2019, ela também tornou público que foi vítima de estupro.

### Ativismo
Sorvino é afiliado à Amnistia Internacional desde 2004. Em 2006, ela foi homenageada com o Prêmio Artista de Consciência, concedido àqueles que realizaram esforços filantrópicos e humanistas de longa data. De 2009 a 2012, foi Embaixadora da Boa Vontade das Nações Unidas para o combate ao tráfico de seres humanos e fez lobby no Congresso para ajudar a abolir a prática em Darfur.

## Filmografia

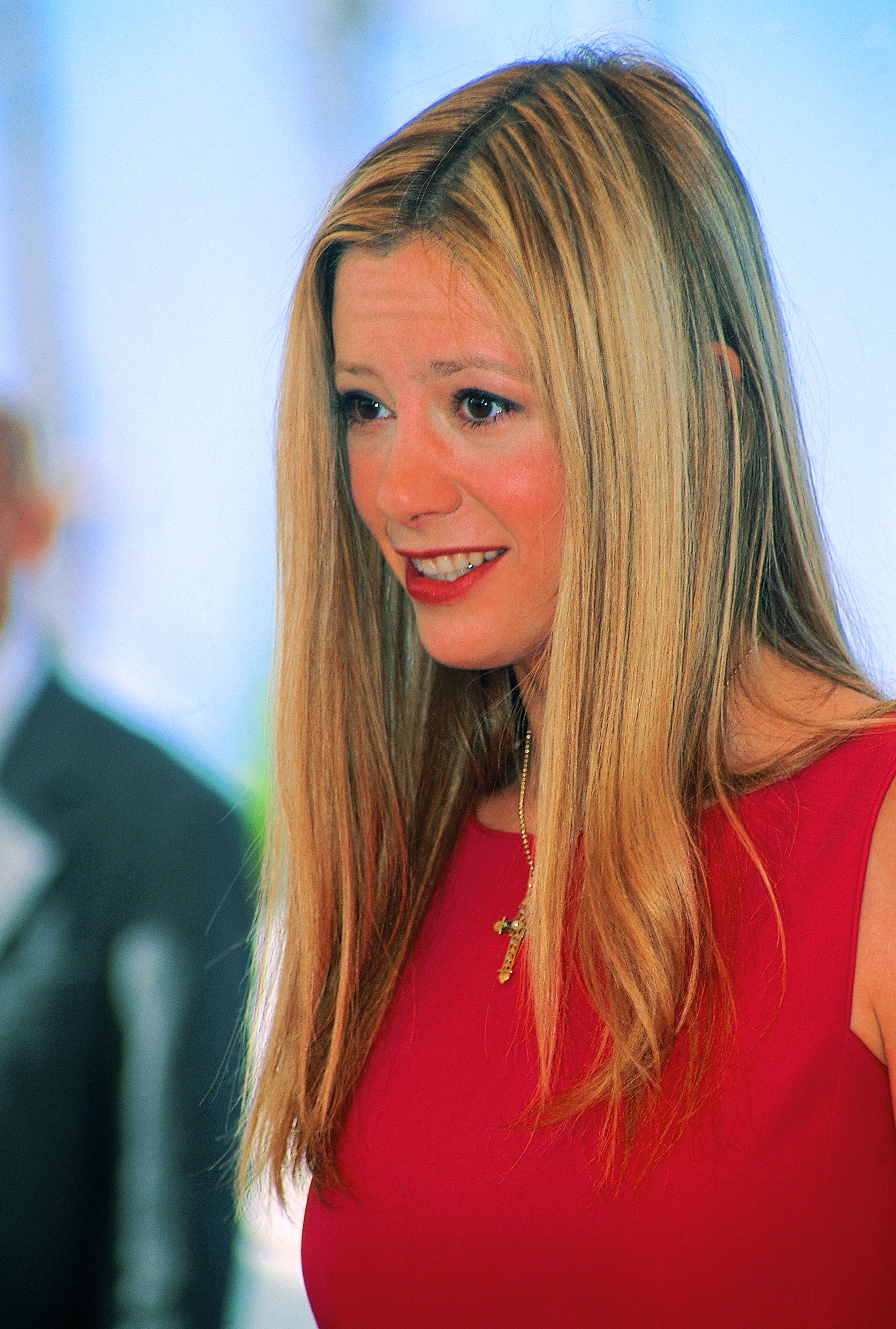
Mira Sorvino no Festival de Cannes em 2000.

| Ano  | Título                                 | Papel                          | Notas |
| ---- | -------------------------------------- | ------------------------------ | --- |
| 1993 | The Obit Writer                        |                                | |
| 1993 | Amongst Friends                        | Laura                          | |
| 1993 | Nyû Yôku no koppu                      | Maria                          | |
| 1994 | Quiz Show                              | Sandra Goodwin                 | |
| 1994 | Barcelona                              | Marta Ferrer                   | |
| 1994 | The Dutch Master                       | Teresa                         | |
| 1995 | Mighty Aphrodite                       | Linda Ash                      | Oscar de melhor atriz coadjuvante Globo de Ouro de melhor atriz coadjuvante em cinema, Prêmio National Board of Review de melhor atriz coadjuvante Indicada — BAFTA de melhor atriz coadjuvante Indicada — Screen Actors Guild de melhor atriz secundária no cinema |
| 1995 | Blue in the Face                       | Jovem Lady                     | |
| 1995 | The Buccaneers                         | Conchita Closson               | |
| 1996 | Norma Jean & Marilyn                   | Marilyn Monroe                 | Indicada - Emmy do Primetime de melhor atriz em minissérie ou filme Indicada - Globo de Ouro de melhor atriz em minissérie ou filme para televisão |
| 1996 | Beautiful Girls                        | Sharon Cassidy                 | |
| 1996 | Tales of Erotica                       | Teresa                         | segmento "The Dutch Master" |
| 1996 | Sweet Nothing                          | Monika                         | |
| 1996 | Tarantella                             | Diane                          | |
| 1997 | Romy and Michele's High School Reunion | Romy White                     | |
| 1997 | Mimic                                  | Dr. Susan Tyler                | |
| 1998 | The Replacement Killers                | Meg Coburn                     | |
| 1998 | Lulu on the Bridge                     | Celia Burns                    | |
| 1998 | Too Tired to Die                       | Morte/Jean                     | |
| 1998 | Free Money                             | Agent Karen Polarski           | |
| 1999 | At First Sight                         | Amy Benic                      | |
| 1999 | Summer of Sam                          | Dionna                         | |
| 2000 | The Great Gatsby                       | Daisy Buchanan                 | |
| 2001 | The Grey Zone                          | Dina                           | |
| 2001 | The Triumph of Love                    | A Princesa / Phocion / Aspasie | |
| 2002 | WiseGirls                              | Meg Kennedy                    | |
| 2002 | Semana Santa                           | Maria Delgado                  | |
| 2003 | Will & Grace                           | Diane                          | Episódio "Last Ex To Brooklyn" |
| 2003 | Gods and Generals                      | Fanny Chamberlain              | |
| 2004 | The Final Cut                          | Delila                         | |
| 2005 | Human Trafficking                      | Kate Morozov                   | Indicada - Globo de Ouro de melhor atriz em minissérie ou filme para televisão |
| 2006 | Covert One: The Hades Factor           | Rachel Russell                 | |
| 2007 | Reservation Road                       | Ruth                           | |
| 2007 | Leningrad                              | Kate Davis                     | |
| 2008 | House, M.D.                            | Dr. Cate Milton                | Episódio "Frozen" |
| 2009 | The Last Templar                       | Tess Chaykin                   | |
| 2009 | Multiple Sarcasms                      | Cari                           | |
| 2009 | Like Dandelion Dust                    | Wendy Porter                   | |
| 2009 | The Trouble with Cali                  | The Balletmaster               | |
| 2009 | Sweet Flame                            | Sheila                         | |
| 2010 | The Presence                           | The Woman                      | |
| 2011 | Angels Crest                           | Angie                          | |
| 2012 | Union Square                           | Lucy                           | |
| 2012 | Smitty                                 | Amanda                         | |
| 2012 | Trade of Innocents                     | Claire Becker                  | |
| 2013 | Space Warriors                         | Sally Hawkins                  | |
| 2014 | Falling Skies                          | Sara                           | Seriado de televisão |
| 2014 | Perfect Sisters                        | Linda                          | |
| 2015 | Do You Believe?                        | Samantha                       | |
| 2015 | Stalker                                | Vicky Gregg                    | Série de televisão |
| 2015 | Você Acredita?                         | Samantha                       | |
| 2016 | Filha de Deus                          | Janine Culkin                  | |
| 2016 | Minha Mãe e Eu                         | Georgina Scott                 | |
| 2017 | 6 Below: Miracle on the Mountain       | Susan Lemarqe                  | |
| 2017 | Modern Family                          | Nicole Rosemary Page           | Temporada 9 Episódio 19-21 |
| 2017 | Lady Dynamite                          | The Hive Queen                 | Temporada 2 Episódio 8 |
| 2018 | Não Olhe                               | Amy                            | |
| 2018 | Condor                                 | Marty Frost                    | Temporada 1 |
| 2019 | After                                  | Carol Young                    | |
| 2019 | Stuber                                 | Angie McHenry                  | |
| 2020 | Hollywood                              | Jeanne Crandall                | Temporada 1 Episódios 2 - 3 - 4 - 5 - 7 |
| 2020 | After: Depois da Verdade               | Carol Young                    | |
| 2021 | After: Depois do Desencontro           | Carol Young                    | |
| 2021 | The Girl Who Believes in Miracles      | Bonnie Hopkins                 | |